# Centre fédéral d'expertise des soins de santé
Le Centre fédéral d'expertise des soins de santé (abrégé KCE) est un institut fédéral de recherche indépendant en Belgique, qui fournit des conseils scientifiques multidisciplinaires aux personnes et aux autorités compétentes sur les questions relatives aux soins médicaux. Plus précisément, le KCE mène des recherches sur l'organisation et le financement du système de santé (recherche sur les services de santé), évalue les technologies et les médicaments de santé (évaluation des technologies de la santé), établit des directives pour la pratique clinique, les actualise selon les dernières preuves scientifiques (bonnes pratiques cliniques), et établit des méthodes validées pour la recherche dans le domaine de la santé et de la santé publique. En plus de produire des rapports scientifiques sur ces sujets, le KCE maintient également un programme de recherche clinique dans lequel il sélectionne et finance des essais cliniques non commerciaux. Enfin, le KCE examine de façon critique, analyse et résume des publications d'instituts de recherche étrangers et de revues révisées par des pairs qui pourraient intéresser les médecins et les autorités belges.

## Organisation
Le KCE est un « organisme d'intérêt public » (corps parastatal) type B selon la loi publique belge. Fondée en 2003, elle opère sous l'autorité administrative du ministre fédéral de la Santé publique de Belgique. Son budget annuel est d'environ 10 millions d'euros et provient pour environ 75 % de l'Institut national d'assurance maladie et handicap (NIHDI) et pour environ 25 % du Service public fédéral de la santé et du Service public fédéral de sécurité sociale. De plus, le KCE dispose d'un budget d'environ 10 millions d'euros pour son programme d'essais cliniques qui provient entièrement du NIHDI. Il reçoit également des subventions européennes pour sa participation à certains projets internationaux. À partir de 2017, il a un personnel interne de recherche d'environ 45 chercheurs, dont des médecins, des économistes de santé, des scientifiques , des analystes de données et des statisticiens. Le KCE peut également compter sur un réseau d'experts et d'institutions externes, comme les universités, pour mener des études et des recherches via des appels d'offres publics et fournir une validation externe de ses rapports.